# 小松美智子
小松 美智子（こまつ みちこ、1978年11月21日 - ）は、日本の女性アナウンサー、精神保健福祉士、キャリアカウンセラー、声優、ナレーター。広島県広島市出身。旧姓・旧芸名は清水 美智子（しみず みちこ）。元夫は小松史法。

## 来歴
広島県立海田高校→成蹊大学法学部を卒業。2001年（平成13年）4月、日本海テレビジョン放送にアナウンサーとして入社。元々はスポーツアナウンサー志望だった。
2004年（平成16年）4月に広島ホームテレビへ移籍。
2005年（平成17年）4月にテレビ愛知へ移籍し、2008年（平成20年）3月31日まで在籍。同局では地上デジタル放送推進大使を務めていた。テレビ愛知在籍中、アナウンサーをしながら俳優養成所へ入所。
その後、2008年4月より声優プロダクション・ビーボに所属し、東京へ進出。
2010年（平成22年）11月1日より『清水美智子』から『小松美智子』へ改名。
2011年（平成23年）3月21日、声優の小松史法と2010年に結婚したことを公表。
フリー期間を経て、2012年（平成24年）10月1日よりアクロス エンタテインメントに所属。
2013年3月から文化人・アスリートプロダクション「エクステンション」に所属。

## 出演
太字はメインキャラクター。

### 日本海テレビ
- Go!5!知っテレビ（メインキャスター・リポーター）
- ニュース日本海プラス1（スポーツキャスター）
- NNN NEWS DASH （キャスター）
- 高等学校野球（地方大会ベンチリポーター）
- 全国高校サッカー選手権（地方大会ベンチリポーター）

### 広島ホームテレビ
- HOME Jステーション（ニュースキャスター、お天気キャスター）
- ANNニュース（キャスター）

### テレビ愛知
- 板東英二のここに住マッシュ!
- 板東英二の虹スタ!
- シネマ'Sコープ
- ニュース&ワイド マイユウ!
- TXNニュースアイ テレビ愛知ローカルパート
- テレビ愛知イベントくらぶ
- バンセンタイム
- デルトラクエスト（番宣ナレーション）
- 速ホゥ!（リポーター、中継担当）
- 青春ナビ（ナレーション）
- あいち発
- 大須まいく
- 世界コスプレサミット2007 フランス特番リポーター
- 愛知県公立高校入試関連番組 （メインキャスター）
- 愛・地球博（中継リポーター）

### フリーアナウンサー
- NHK名古屋放送局ラジオニュース（キャスター）

### コメンテーター
- ひるおび! 午前（2016年10月 - 、 TBS）精神保健福祉士、元アナウンサーの肩書で出演。

### その他・講演
- 愛・地球博国際表彰式典 司会
- 世界コスプレサミット2007 メイン司会
- 日本経済新聞社 紙面対談インタビュアー
- 日本経済新聞社 セミナーコーディネイター
- にほんど真ん中祭り メインステージ司会
- 日経就職ナビ2011 セミナー講演
- 日経就職ナビ2012 セミナー講演
- ドリコムセミナー2011 セミナー講演

### ナレーション
- めざにゅ〜（フジテレビ（生ナレーション）
- NHK海外ネットワーク （NHK）
- 特番『本当の健康食とは』（NHK-BS）
- トゥルー・ハリウッド・ストーリー（Dlife）
- あいちの歩み2008 （愛知県庁広報サイト）
- スペシャルドラマ『自転車少年記』番宣特番（テレビ愛知）
- パイレーツ・オブ・カリビアン/生命の泉（広島テレビ（映画紹介））
- アジャストメント（広島テレビ）
- カーズ2 （広島テレビ）
- ツリー・オブ・ライフ（広島テレビ）
- サビ男サビ女（メイキング）
- 玉井式国語的算数・学習教材（ナレーション、メアリー、リンダ、アベルほか）
- 輝け!キラキラキッズ!（足立区広報サイト）

### CMナレーション
- アニメ『デルトラクエスト』番組宣伝（TV）
- アニメ『NARUTO -ナルト-』イベント告知（TV）
- アニメ『ポケットモンスター』イベント告知（TV）
- Z会（TV）
- マドレーヌ（TV）
- マクドナルド（ラジオ）
- SUNTORY （WEB）
- ROUND1 （TV）
- NISSAN （新型車Vコン）
- ユニリーバ Rexena レセナ（街頭大型ビジョン）
- フマキラー（店内）
- 大日本除虫菊（店内）
- 佐藤製薬（店頭）
- 資生堂（VP）
- 武田薬品工業（VP）
- 大正製薬（VP）
- 花王（VP）
- 第一三共ヘルスケア（VP）
- スギ薬局（VP）

### テレビアニメ
- ワンワンセレプー それゆけ!徹之進（2006年、TVレポーター）
- コケッコーさん（2009年、ピーミ、ピーヤ、ゾウの助手さん、ウサギのミミー先生）
- アイアンマン（2010年、アナウンサー、女性レポーター）
- スティッチ! 〜いたずらエイリアンの大冒険〜（2010年、ユウナっぽい女の子）
- RAINBOW-二舎六房の七人-（2010年）
- TIGER & BUNNY（2011年、女性アナウンサー、インタビュアー）
- ダンボール戦機（2011年、テレビレポーター）
- 蒼穹のファフナー EXODUS（2015年、陳晶晶[6]）

### OVA
- To LOVEる -とらぶる- OVA（2010年、美柑の友人） - コミックス第18巻限定版に付属
- 蒼穹のファフナー THE BEYOND（2019年 - 2020年、貴志シャオ、電子音声）
- 蒼穹のファフナー BEHIND THE LINE（2023年、陳晶晶[7]）

### 劇場アニメ
- 劇場版 機動戦士ガンダム00 -A wakening of the Trailblazer- （2010年、キャスター）
- 蒼穹のファフナー HEAVEN AND EARTH（2010年、陳晶晶）
- とある飛空士への追憶（2011年、貴族）
- チベット犬物語 〜金色のドージェ〜（2012年、ロチェン）

### ゲーム
- ラスト・エスコート（2006年）
- サイキン恋シテル?（2009年、フレー）
- リトルアンカー（2009年、白浪雪乃〈少年時代〉）
- EAT LEAD マット・ハザードの逆襲（2010年）
- 無限のフロンティアEXCEED スーパーロボット大戦OGサーガ（2010年）
- 戦律のストラタス（2011年）
- 機動戦士ガンダム オンライン（2012年、ジオン軍パイロット）

### ドラマCD
- 桃組プラス戦記2
- リバースエンド（ミチザネ孫娘）

### 吹き替え

#### 映画
- イエスマン “YES”は人生のパスワード
- 伝説のロックスター再生計画!（ブルック）
- その男ヴァン・ダム（TVレポーター）
- ターミナル
- P.S. アイラヴユー（キアラ）
- レボリューショナリー・ロード/燃え尽きるまで

#### ドラマ
- エデンの東（キム・ジヒョン）
- カインとアベル（美人村長、こども学院長）
- クリミナル・マインド5 FBI行動分析課（アリソン）
- クリミナル・マインド6 FBI行動分析課（ヘザー）
- クリミナル・マインド 特命捜査班レッドセル（シンディ）
- ゴースト 〜天国からのささやき シーズン4 （ローレライ）
- ゴシップガール（ジェニー・ハンフリー〈テイラー・モムセン〉）
- トゥルー・ハリウッド・ストーリー（テイラー・モムセン）
- CSI:9 科学捜査班（ダイアナ）
- CSI:10 科学捜査班（ブレンダ）
- ドリームハイ（チョン・アジョン）
- バケーション with デレク
- 犯罪捜査官 アナ・トラヴィス（エミリー・ウィッケナム）
- ヒーロー（ユリ、ウォン巡査）
- フラッシュフォワード（トレイシー〈子供時代〉）
- BONES シーズン4（ジェシカ・ヘッジペス）
- ホット・ショット
- ミディアム6 霊能者アリソン・デュボア
- ライ・トゥ・ミー 嘘は真実を語る（カミール）
- 流星剣侠伝 大人物（晴寧、田心）
- ラスベガス（スー・ブレンリー）

#### テレビ番組
- プロジェクト・ランウェイ4（ジェシカ）
- プロジェクト・ランウェイ5（エミリー・ブランドル）

#### アニメ
- パウ・パトロール ザ・ムービー[8]
- 冬のソナタアニメ版（チョン・ヒジン、カン・ジュンサン〈少年時代〉）

### ボイスオーバー
- THE世界遺産

### 顔出し出演
- NTTコミュニケーションズ
- FXプライム
- 三井住友銀行（VP）
- NHK名古屋放送局（ラジオニュースキャスター）

### 講演
- 日経就職ナビ2011セミナー
- 日経就職ナビ2012セミナー
- ドリコムセミナー2012

### 司会
- 愛・地球博（国際表彰式典）
- にっぽんど真ん中祭り（メインステージ司会）
- 世界コスプレサミット2007 （メイン司会）